# Charlie (televisieserie)
Charlie is een zwart-humoristische ziekenhuisserie waarvan het eerste seizoen werd uitgezonden van 11 maart 2013 tot 13 mei 2013 op Nederland 3, in opdracht van de AVRO. De hoofdrollen worden gespeeld door Halina Reijn, Nasrdin Dchar, Ali Ben Horsting, Benja Bruijning, Joke Emmers en Katja Schuurman.
Charlie is een Nederlandse remake van de Amerikaanse reeks Nurse Jackie.

## Verhaal
De hoofdrol is Charlie Bloem (Halina Reijn), een verpleegster die het niet zo nauw neemt met de regels. Ze is verliefd op haar collega Daan Schutte (Ali Ben Horsting), maar tegelijkertijd gelukkig getrouwd met haar man Lars Bloem (Tibor Lukács). Haar collega's weten echter nog van niets over haar privéleven en dat komt haar daarentegen goed uit. Ook is Charlie verslaafd aan tranquillizers en oppeppers, om haar zo lang mogelijk op de been te houden met genoeg energie. In de serie komt ze regelmatig in penibele situaties terecht.

## Rolverdeling

### Hoofdrolspelers
| Acteur                 | Personage           | Opmerking                     |
| ---------------------- | ------------------- | ----------------------------- |
| Halina Reijn           | Charlie Bloem       | Verpleegkundige               |
| Katja Schuurman        | Emma Feith          | Arts                          |
| Benja Bruijning        | Maurits van Haeften | Arts                          |
| Ali Ben Horsting       | Daan Schutte        | Apotheker                     |
| Nasrdin Dchar          | Omar Sahar          | Verpleger                     |
| Joke Emmers            | Lorena Smit         | Coassistent                   |
| Rick Paul van Mulligen | Arend               | Verpleger                     |
| Ellis van den Brink    | Margreet Yildirim   | Directrice van het ziekenhuis |
| Tibor Lukács           | Lars Bloem          | Man van Charlie               |

### Gastrollen
| Acteur                  | Personage          | Opmerking                   |
| ----------------------- | ------------------ | --------------------------- |
| Roosmarijn van der Hoek | Lotte Bloem        | Dochter van Charlie en Lars |
| Noortje Herlaar         | Melissa            | Vriendin van Maurits        |
| Marcel Jonker           | Paul               | Broeder                     |
| Koen Wouterse           | Jaap               | 1 afl.                      |
| Heddy Lester            | Gerda              | 1 afl.                      |
| Robert de Hoog          | Sam                | 1 afl.                      |
| Theo Maassen            |                    | 1 afl.                      |
| Anniek Pheifer          | Marloes            | 1 afl.                      |
| Victor Löw              | Simon van Gelder   | 1 afl.                      |
| Tom van Kalmthout       | David              | 1 afl.                      |
| Eva Damen               | Debbie             | 1 afl.                      |
| Hannah Hoekstra         | Sandra             | 1 afl.                      |
| Ernst Löw               | Theo               | 1 afl.                      |
| Marie Louise Stheins    | Francine           | 1 afl.                      |
| Maarten Claeyssens      | Marc               | 1 afl.                      |
| Doris Baaten            | Leslie             | 1 afl.                      |
| Truus Dekker            | Bertha             | 1 afl.                      |
| Trudy Labij             | Paula              | 1 afl.                      |
| Edda Barends            | Mevrouw Groeneveld | 1 afl.                      |
| Juul Vrijdag            | Moeder van de Berg | 1 afl.                      |
| Fred Goessens           | God                | 1 afl.                      |
| Wim van der Grijn       | Priester           | 1 afl.                      |
| Daan Wijnands           | Dansleraar         | 1 afl.                      |
| Arnost Kraus            | Beveiliger         | 1 afl.                      |
| Roos van Erkel          | Prostituee         | 1 afl.                      |